# Слободское (озеро, Приморский район)
Слободское (Слобоцкое) — озеро в Приморском районе Архангельской области.
Озеро находится в северной части Онежского полуострова на территории Пертоминского сельского поселения, в 10 километрах к юго-востоку деревни Летний Наволок и в 20 км к северо-западу от деревни Лопшеньга, на высоте 79 метров над уровнем моря. Площадь озера — 3,6 км². Площадь водосбора — 87 км². Имеет несколько небольших притоков. Из озера вытекает одна река — Усть-Яреньга.